# Tomás de Marlborough
Tomás de Marlborough o Thomas of Marlborough (fallecido en 1236) (a veces conocido como Thomas de Marleberge) fue un monje de la Inglaterra medieval, siglos XII-XIII, Abad de la Evesham entre 1230 y 1236.

## Biografía
El monje Tomás estudió derecho civil y canónico en París, donde se formó con el más tarde arzobispo de Canterbury, Stephen Langton. Entabló amistad con el también estudiante Richard Poore, más tarde obispo de Chichester, Salisbury y Durham. Después de terminar sus estudios, Thomas enseñó en la Universidad de Oxford antes de convertirse en monje, alrededor de 1199, en Evesham. Mientras estaba en Oxford, también estudió con John de Tynemouth, clérigo experto en derecho canónico que llegó a ser Archidiácono de Oxford.
Tomás fue el autor de una historia sobre la abadía y los abades de Evesham, titulada Chronicon Abbatiae de Evesham, o Crónica de la Abadía de Evesham. El objetivo principal de Tomás al escribir el Chronicon era documentar el derecho de la Abadía de Evesham a la propia autonomía, esto es, a no ser supervisada por los obispos de su diócesis, Worcester. En su obra, Tomás incorporó y reelaboró un escrito anterior sobre la historia de la abadía. Este escritor probablemente fue obra de Dominic de Evesham, monje en Evesham hacia 1125. Se deduce que Tomás añadió ese texto anterior como un apoyo más en favor de la a autonomía de la abadía respecto al obispo.
Tomás necesitaba documentar legalmente la situación de la Abadía de Evesham debido al conflicto entre la abadía y el obispo Mauger de Worcester, que comenzó cuando Mauger intentó visitar e inspeccionar la abadía en 1201. Eran los tiempos del abad Roger Norreis, a quien cuestionaron los monjes dentro de la abadía por el pago de los costos judiciales y otros asuntos internos, que tuvo como resultado la expulsión del corrupto abad en 1213. Tomás fue uno de los principales defensores de los derechos de la abadía, en lo que acabaría siendo un largo caso que implicaría al rey y luego al Papa. La disputa quedó paralizada por el exilio del obispo Mauger durante el entredicho (o interdicto) que el Papa impuso a Inglaterra en el reinado del Rey Juan sin tierra desde 1209 a 1216. Solo se resolvió el enfrentamiento abadía-obispado en 1248, casi medio siglo después, en tiempos del abad Thomas de Gloucester. 
Tomás fue prior de Evesham antes de ser elegido abad por los monjes, en 1229. Sin embargo, su elección no fue válida hasta su aprobación por el Papa, el 11 de julio de 1230. Asumió el cargo de abad el 29 de septiembre de 1230. No duró mucho. El 13 de julio de 1235, el Papa autorizó al obispo de Coventry para que aceptara la renuncia del abad Tomás que éste había solicitado por motivos de salud y edad. Tomás murió el 12 de septiembre de 1236.